# Johannes Weyrauch
Johannes Weyrauch (* 20. Februar 1897 in Leipzig; † 1. Mai 1977 in Gundorf) war ein deutscher Komponist und Kantor.

## Leben

### Kindheit
Johannes Weyrauch wurde am 20. Februar 1897 in Leipzig geboren. Seine Mutter, Maria Große, die eine gründliche musikalische Ausbildung erfahren hatte und in mehreren Kantorenhäusern arbeitete, führte Johannes Weyrauch früh an die geistliche Musik heran. Sein Vater, Friedrich Louis Weyrauch, war von Beruf Kaufmann und vermochte es seinem Sohn den Besuch des König-Albert-Gymnasiums zu finanzieren. Durch seinen Stiefbruder (aus der ersten Ehe seines Vaters) bekam Johannes Weyrauch Kontakt mit der Musik Richard Wagners, die seinen weiteren musikalischen Lebensweg entscheidend prägte:
„Mein Bruder schickte mich mit 14 Jahren in den Ring – mit dem Erfolg, dass ich wagnertoll wurde. Ein pädagogischer, nicht wieder gut zu machender Fehler, denn seit dieser Zeit habe ich kein rechtes Verhältnis zu den meisten Opern.“
Parallel zur Einschulung auf dem Gymnasium wurde Weyrauch Schüler von Helene Caspar, einer um die Wende vom 19. zum 20. Jahrhundert bekannten Musiklehrerin und -schriftstellerin, die ihn mit der Literatur der Wiener Klassik und derjenigen Johann Sebastian Bachs bekannt machte. Ergänzend zu diesem Unterricht erteilte ihm das Gewandhausmitglied Ernst Nissen Geigenunterricht. Nach einer 10-jährigen Zusammenarbeit mit Helene Caspar musste diese erkennen, dass sie ihrem begabten Schüler nichts mehr beibringen konnte, weshalb sie ihn darauf als Privatschüler an Curt Beilschmidt vermittelte, der am Leipziger Konservatorium einen Lehrauftrag für Theorie und Klavier wahrnahm.
Als Weyrauch 1916 das Abitur ablegte, war es ihm nicht möglich, sofort mit einem Musikstudium zu beginnen, da er noch im selben Sommer eingezogen und nach einer Ausbildung als Maschinengewehrschütze zum Einsatz an die Westfront beordert wurde. Nach Ende des Krieges kehrte der mittlerweile 21-Jährige nach Leipzig zurück und verwirklichte sein Vorhaben, Musik am Leipziger Konservatorium zu studieren.

### Studienzeit
Weyrauch wählte als Hauptfach Klavier mit dem Hinweis, später auf die Orgel wechseln zu wollen. Den Unterricht erteilte ihm Robert Teichmüller; Theorielehrer war Otto Wittenbacher. Den Kompositionsunterricht besuchte Weyrauch bei Stephan Krehl, aus dessen Schule berühmte Musiker wie Rudolf Mauersberger hervorgegangen sind. Weyrauch wechselte aber im Verlauf seines Studiums den Kompositionslehrer und fand in Sigfrid Karg-Elert eine kompetente Musikerpersönlichkeit, die ihn sehr ansprach. Karg-Elerts Musiksprache orientierte sich zunächst an spätromantischen Klängen, doch mischte er diese auch mit impressionistischen Bestrebungen von Claude Debussy und der Klangwelt eines Alexander Skrjabins.
Neben den praktischen und theoretischen Musikstudien belegte Weyrauch zugleich musikwissenschaftliche Vorlesungen und Übungen bei Hugo Riemann, Hermann Abert und Arnold Schering. Neben der Polaritätstheorie Karg-Elerts übte Riemans Funktionstheorie großen Einfluss auf Weyrauchs Erstlingswerke aus. 1922 beendete Weyrauch seine Studien am Leipziger Konservatorium und folgte einem Ruf nach Erlangen, wo Gustav Becking ein Seminar für Musikwissenschaft eingerichtet hatte. Becking riet Weyrauch dazu, eine Dissertation mit dem Thema Der sinfonische Aufbau bei Anton Bruckner zu verfassen, doch beendete Weyrauch diese Arbeit nicht. Er kommentierte diesen Umstand mit folgenden Worten:
„Ich fühlte mich nicht zum Wissenschaftler, sondern mehr zum musikalischen Praktiker berufen, mein kompositorischer Drang war stärker als die wissenschaftliche Arbeit.“

### Existenzgründung
Nach Abbruch der Dissertation kehrte Weyrauch nach Leipzig zurück und musste nun überlegen, wie er seinen Lebensunterhalt bestreiten sollte, da durch das Komponieren alleine nicht genug Geld zum Leben zur Verfügung stand. Aufgrund einer Empfehlung seines ehemaligen Klavierlehrers Robert Teichmüller konnte Weyrauch 1923 eine Stelle als Lektor beim Musikverlag Litolff in Braunschweig annehmen. Dort widmete er der Anstellung aber nicht seine volle Aufmerksamkeit, da er während der Arbeitszeit komponierte, was zum Zerwürfnis mit dem Cheflektor führte. Dies hatte zur Folge, dass Weyrauch die Stelle kündigte und nach Leipzig zurückging. Um seinen Lebensunterhalt abzusichern, gab er privaten Klavierunterricht. Ein Jahr später heiratete Weyrauch die um fast 11 Jahre ältere Maria Henriette Luise Winter.
In demselben Jahr erhielt Weyrauch durch Vermittlung seiner Frau Einblicke in die Ideen der „Rotenburger Atemschule“. Mit den Gründerinnen, der Gesangslehrerin Clara Schlaffhorst und der Klavierlehrerin Hedwig Andersen, trat er persönlich in Kontakt und bekam neue Impulse für sein eigenes Vokalschaffen. Darüber hinaus ließ sich Weyrauch durch die Jugendbewegung und die daraus hervorgegangene Singbewegung inspirieren. Besonders beeindruckt war Weyrauch von dem starken Einfluss der Singbewegung auf die evangelische Kirchenmusik, was zu einer Neuentdeckung Heinrich Schütz’ und des Volksliedes führte. Zu den beiden führenden Personen der Singbewegung – Walther Hensel, dem Gründer des Finkensteiner Bundes und Fritz Jöde, dem Initiator der Musikantengilde – besaß Weyrauch persönlichen Kontakt. Angeregt von der Atemschule und der Jugendmusikbewegung beschloss Weyrauch, Musiklehrer an der Leipziger Volkshochschule zu werden. Zusammen mit Hans Mlynarczyk gründete er die „Arbeitsgemeinschaft für Musik“ an der Volkshochschule. Aufgaben und Ziele, die im Geiste der Jugendbewegung verankert waren, wurden wie folgt umrissen:
„Jeder Hörer wird sich selbstständig musikalisch durchbilden. Es wird nichts von außen an ihn herangebracht, etwas durch Reden über Musik, sondern jeder musiziert selbst, jeder fühlt und spürt so letzten Endes am eigenen Leibe die Grundkräfte und Grundtatsachen aller Musik.“
Mit dieser Proklamation lehnten sich beide Gründungsmitglieder gegen den landläufigen Konzertbetrieb auf, da für ihre Begriffe eine passive Hörerschaft nur „musikkonsumierende Scheingemeinschaften“ darstellten. Die Arbeit an der Volkshochschule brachte es mit sich, dass Weyrauch einen Chor etablierte, der schon bald nach seiner Gründung überregionale Bekanntheit erlangte. Sein Wirkungskreis wurde ab 1929 mit Hilfe von Karg-Elert durch einen Lehrauftrag für Musiktheorie am Landeskonservatorium Leipzig erweitert, den er allerdings nur kurzzeitig wahrnehmen konnte, da er aufgrund der klammen Kassen wieder entlassen werden musste.

### Leben im Nationalsozialismus
Nach dem Verlust dieses Postens verlor Weyrauch auch seine Hauptarbeitsstelle, da die Nationalsozialisten bereits kurz nach der Machtergreifung im Januar 1933 alle Volkshochschulen schlossen. Weyrauchs Singkreis konnte nur weiter existieren, wenn er sich unter kirchliche Aufsicht begab. Schon Ende der 20er Jahre hatte Weyrauch begonnen, seine praktische Arbeit mit dem Singkreis wie auch sein kompositorisches Schaffen auf den Bereich der Kirchenmusik zu konzentrieren. So reifte in ihm der Entschluss, Kantor zu werden.
1934 begann er ein externes Orgelstudium am Kirchenmusikalischen Institut der Leipziger Musikhochschule bei Friedrich Högner. Privaten Orgelunterricht nahm Weyrauch bereits ab Mitte der 1920er Jahre bei Günther Ramin (Schüler vom Thomasorganisten Karl Straube). Högner und Ramin bildeten beispielsweise auch Hugo Distler in Leipzig bis zu dessen Studienabbruch aus. Im Sommer 1935 legte Weyrauch die kirchenmusikalische C-Prüfung ab und übernahm die nebenamtliche Kantorenstelle an der Heilandskirche zu Leipzig-Plagwitz.
Kurz vor dem Krieg bestand Weyrauch die B-Prüfung für Kirchenmusiker. Er musste er Kantorenamt nach Ausbruch des Krieges ruhen lassen, da er 1940 als Landesschütze einberufen und zur Gefangenenbewachung abkommandiert wurde. Bereits nach wenigen Wochen konnte er das Kantorenamt – jetzt an der Leipziger Lutherkirche – wieder aufnehmen, weil er in die Reserve entlassen wurde. Gegen Ende des Krieges musste Weyrauch seinen Militärdienst wieder aufnehmen und wurde nach einer funktechnischen Ausbildung nach Polen an die Ostfront gebracht. Er musste nicht mehr in das Kriegsgeschehen eingreifen, da sich die deutschen Truppen bereits auf dem Rückzug befanden. Nach einer sechsmonatigen Kriegsgefangenschaft in Schwedt an der Oder konnte Weyrauch nach Leipzig zurückkehren. Dort nahm er sein Amt als Kantor wieder auf. Zudem wurde er, auf Wunsch von Thomaskantor Günther Ramin, Stimmbildner bei den jüngeren Thomanern. Weyrauch gab die Stelle aufgrund einer zu starken Arbeitsbelastung jedoch bald wieder ab.

### Hinwendung zur Kirchenmusik

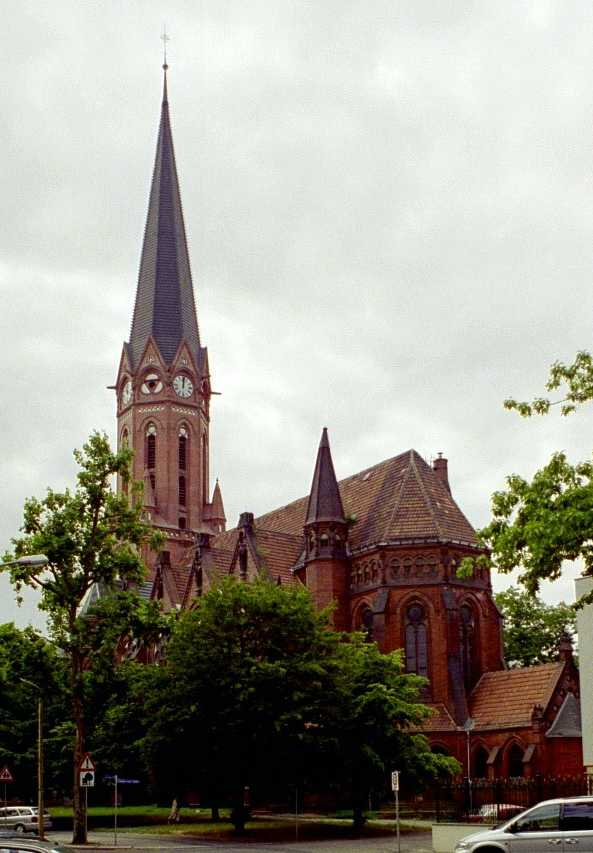
Heilandskirche in Leipzig-Plagwitz

Im Oktober 1946 erfolgte die Berufung Weyrauchs als Dozent für Komposition und Musiktheorie an der wieder aufgebauten Leipziger Musikhochschule, welche in Mendelssohn-Akademie umbenannt wurde. Zu seinen Schülern zählten u. a. Volker Bräutigam, Diethard Hellmann, Lorenz Stolzenbach und Siegfried Thiele. Schwindende Mitgliederzahlen in den Kirchen aufgrund der antikirchlichen Gesinnung der Zeit veranlassten Weyrauch, schlichtere Werke zu komponieren, die den verkleinerten Kirchenchören Rechnung trugen. Teilweise verfasste er nur 2- oder 3-stimmige Sätze oder einstimmige Vokalwerke mit Orgelbegleitung.
1951 trat Weyrauch erneut das Kantorenamt an der Heilandskirche in Leipzig-Plagwitz an und behielt diese Stellung bis zu seinem freiwilligen Ausscheiden 1961. Sein Amt als Kantor an der Heilandskirche stellte er zur Verfügung, um seinem Schüler Volker Bräutigam einen sofortigen Einstieg in das Berufsleben zu ermöglichen. Fiel der Verzicht auf dieses Amt noch leicht, so wog die Emeritierung im folgenden Jahr weitaus schwerer. Noch weitere fünf Jahre sollte Weyrauch einen Lehrauftrag im Fach Komposition und Theorie an der Leipziger Musikhochschule wahrnehmen. Nach seiner Entpflichtung als Professor trat er aus dem Kompositionsverband der DDR aus, da er keinerlei Achtung noch Beistand erfahren hatte. 1962 war ebenfalls das Jahr, in dem Weyrauch Mitglied der Christengemeinschaft wurde, ohne die Evangelische Kirche zu verlassen. Nach Ansicht Weyrauchs stellt die „Menschweihehandlung der Christengemeinschaft [den] einzige[n] Gottesdienst im 20. Jahrhundert“ dar, den er akzeptieren konnte.

### „Reisealter“ und letzte Lebensjahre

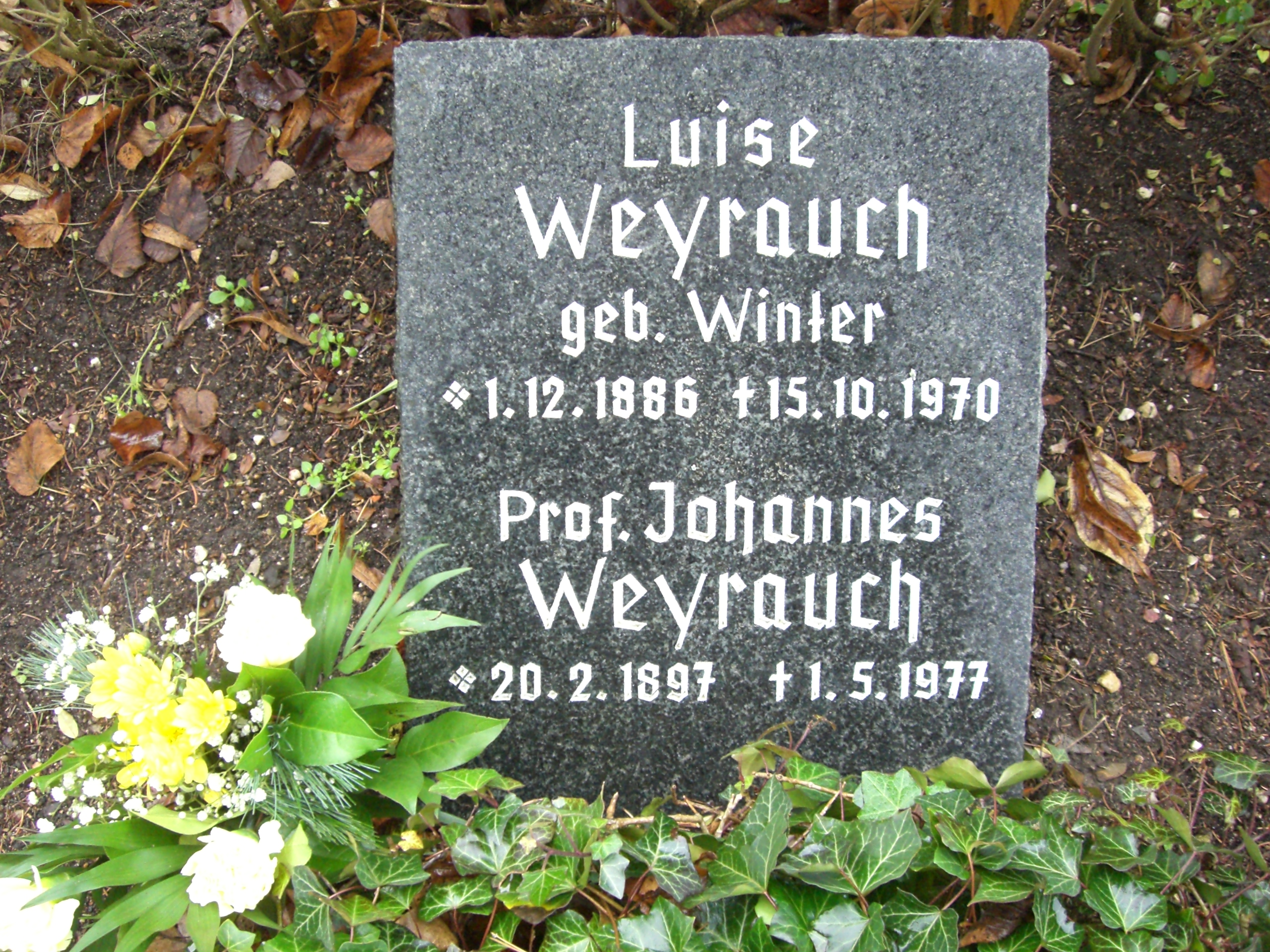
Grab auf dem Friedhof von Gundorf

Mit dem Eintritt ins Rentenalter eröffneten sich für den DDR-Bürger völlig neue Reisemöglichkeiten. Kontakte zu westdeutschen Verlagen wurden geknüpft und Freunde in ganz Deutschland besucht. 1967 beendete Weyrauch endgültig seine Lehrtätigkeit an der Musikhochschule. Ebenfalls in diesem Jahr verfasste Weyrauch sein „Musikalisches Testament“, das 15 aphoristische Gedanken beinhaltet und die Essenz seiner kompositorischen Arbeit darstellt.
Die Betreuung seiner schon fast erblindeten und pflegebedürftigen Frau ließ es nicht mehr zu, dass sich Weyrauch dem Komponieren widmen konnte. Die jahrelange Fürsorge führte nun auch bei ihm zu Erschöpfungszuständen und vegetativen Beschwerden. Anfang 1970 wurde er in ein Leipziger Krankenhaus eingeliefert, erholte sich aber wieder. Am 15. Oktober 1970 starb seine Frau Luise, weshalb er nur noch wenig komponierte. 1972 erfolgte der Umzug in ein Altersheim. Nach seinem 80. Geburtstag 1977 begann ein rascher Verfall seiner körperlichen und geistigen Kräfte.
Johannes Weyrauch starb am 1. Mai 1977 und wurde auf dem Gundorfer Friedhof (bei Leipzig) beigesetzt.
Der Platz am Gemeindehaus in Böhlitz-Ehrenberg, im Ortsteil Gundorf dieser Gemeinde wohnte er mehrere Jahrzehnte, wurde ihm zu Ehren in Johannes-Weyrauch-Platz umbenannt.

## Künstlerische Grundhaltung und musikalische Einflüsse
Der Verfasser von Johannes Weyrauchs Biografie (Wolfgang Orf) beschreibt die musikalische Grundhaltung so:
„Die Biografie Weyrauchs lässt unschwer erkennen, dass zwischen seiner christlichen Grundhaltung und seinem Werk eine künstlerisch-geistige Beziehung herrscht, die nie aufgegeben wird. Dieser Bezug kommt besonders durch die Besinnung auf bestimmte Wertkategorien zum Ausdruck: Klarheit, Vermeidung alles Überflüssigen und Anwendung sparsamer und einfacher musikalischer Mittel. Seine Tonsprache wirkt konventionell, sie ist nicht reich an überraschenden Wendungen. Er arbeitet nicht auf Stimmungen hin, gibt keine Impressionen und verzichtet auf tönende Üppigkeit zugunsten eines klaren, durchsichtigen Klangbildes. Umfangreiche Experimente sind seiner Musik, wenn von einigen Werken aus seiner frühen Schaffensperiode abgesehen wird, ebenso fremd wie einseitig musikantische Triebkräfte. Indem Weyrauchs Musik einfach ist, das übermäßig Laute, den Effekt, die Klangüppigkeit- und schwelgerei meidet, besitzt sie ein hohes Maß an Deutlichkeit, Verständlichkeit und Ausdruckskraft. Die Einfachheit und gewollte Schlichtheit des musikalischen Duktus besonders im Spätwerk ist jedoch keineswegs Mangel an handwerklichem Können, sondern das Ergebnis einer langen persönlichen und damit auch künstlerischen Reifezeit.“
Weyrauch selbst spricht von vier Entwicklungsstufen, die sein Schaffen kennzeichnen. Künstlerisch existieren keine harten Brüche oder extreme Neuorientierungen, weshalb die Stilperioden ineinander überfließen und sich natürlich entwickelt haben. Die Stilperiodizität gliedert sich wie folgt:
1. Periode von 1920 bis 1925: Expressiver Stil
2. Periode von 1926 bis 1946: Vereinfachter, gemäßigter Stil
3. Periode von 1947 bis 1958: Paupertätsstil
4. Periode von 1959 bis 1977: Stil gespiegelter geistiger Ideen
Der expressive Stil der Frühphase ist geprägt von seinen Leipziger Lehrern, die sich der Musik des 19. Jahrhunderts verpflichtet fühlten und mit Max Reger ein zentrales Vorbild besaßen. Doch nicht nur Reger, sondern auch Aleksandr Skrjabin diente Weyrauch – vor allem auf dem Gebiet der (erweiterten) Harmonik und der Kontrapunktik – in dieser Periode als Ideal. Als Gegenpol zu der Musik des 19. Jahrhunderts fungierte die Singbewegung, da sie diese als Unterhaltungsmusik oder inhaltsleere, virtuose Darbietungsmusik abtat und ihr Heil in der Musik der „Alten Meister“ – beispielsweise Heinrich Schütz, aber auch Johann Sebastian Bach – sowie deren Gattungen und Formen suchte. Ihr Bestreben lag in der gemeinschaftlichen Erschließung und Ausübung der Musik sowie in der Überwindung der Trennung zwischen dem (anonymen) Publikum und den ausführenden Musikern. Das horizontale, harmonische Satzdenken des 19. Jahrhunderts wurde aufgrund der Rückbesinnung auf (vor)barocke Kompositionstechniken zugunsten einer linearen Stimmenführung abgelöst, ein Prozess, der sich auch in Weyrauchs frühen Kompositionen nachweisen lässt. Die harmonisch komplexen Klangstrukturen, wie er sie in der „Leipziger Schule“ gelehrt bekam, werden durch die Berührungen mit der Singbewegung in seiner zweiten Schaffensperiode zurückgenommen und durch klare Akkorde mit tonalen Wurzeln abgelöst. In der dritten Schaffensperiode verstärken sich die simplifizierenden Tendenzen, die eine weitere Rücknahme in der Komplexität der Melodiestruktur zur Folge haben, weshalb Weyrauch selbst das Wort des „Paupertätsstils“ für seine Musik dieser Zeit prägte. Archaische Elemente wie von der Gregorianik beeinflusste Motive oder frei fließende Melodien, die sich nicht einem starren Taktschema unterordnen, prägen die Kompositionen. Neben der stilistischen Neuausrichtung führte auch die in der DDR geförderte antichristliche Grundhaltung zu einem Mitgliederschwund in den Kirchen, weshalb Weyrauch aus praktischen Überlegungen einfache Sätze für kleine Ensembles verfasste. Als „Stil gespiegelter geistiger Ideen“ bezeichnete er seine letzte Schaffenszeit, in der er auf ausschmückende Elemente in den Einzelstimmen zugunsten einer klaren Diktion in der Gesamtanlage der Werke verzichtete. Die Tonsprache, die herber und spröder wird, verzichtet bewusst auf „musikalische Schönheit“ und stellt das meditative Element verstärkt in den Vordergrund. Diese letzte Stilperiode stellt eine Kulmination aller Kompositionsstile dar.
Wie bereits bei der Einteilung der Stilepochen von Johannes Weyrauch deutlich wurde, fließen verschiedene kompositorische Strömungen in sein Œuvre ein. Doch auch das Umfeld der Stadt Leipzig mit seinen großen Namen wie Johann Sebastian Bach, Felix Mendelssohn Bartholdy, Robert Schumann und Max Reger übte einen verpflichtenden Einfluss aus. Eine zentrale Weichenstellung erfolgte bereits nach den ersten Kompositionen, da hier die Entscheidung gegen die Avantgarde gelegt wurde. Die vier Klavierstücke (WeyWV 8), die die Tonsprache Skrjabins aufgreifen, hätten Weyrauchs Grundstein bei der Überwindung der Tonalität werden können. Doch statt diesem weit verbreiteten Trend zu folgen, trat eine bewusste Abkehr von dieser Kompositionsweise zugunsten der Hinwendung zu einer traditionellen Musiksprache ein, die sich still, meditativ und frei von jeder Aufdringlichkeit und Äußerlichkeiten zeigt.
Drei Weltanschauungen – die Anthroposophie, die Christengemeinschaft und der Berneuchener Bewegung – bestimmten ebenfalls Weyrauchs Wesen und Werk. Die von Rudolf Steiner begründete spirituelle Weltanschauung der Anthroposophie, der Weyrauch als stiller Beobachter interessiert gegenüberstand, sucht nach einem individuellen, aber dennoch systematischen Zugang zu Phänomenen der übersinnlichen Welt. Von dieser Lehre inspiriert, aber dennoch als unabhängige Kultusgemeinschaft verstanden, zeigt sich die Christengemeinschaft, die von Theologen unter der Lenkung von Friedrich Rittelmeyer und mit Hilfe von Rudolf Steiner gegründet wurde. Der um 1920 entstandene Berneuchener Kreis war eine evangelische Bewegung, deren Ziel in der Reform der Kirche lag und eine Resakralisierung des Alltagslebens anstrebte.
In seiner fast sechzigjährigen Schaffenszeit hinterließ Johannes Weyrauch ein umfangreiches Œuvre mit 100 Opera, das einen Schwerpunkt in der Musica sacra aufweist. Neben Musik für Blas- und Streichinstrumente dominieren in der Instrumentalmusik vor allem Kompositionen für Orgel. Zahlreiche Meditationen, Choralvorspiele und Partiten zu Kirchenliedern zeugen von der religiösen Grundhaltung Weyrauchs. Auch auf dem Gebiet der Vokalmusik lässt sich ein deutliches Übergewicht der geistlichen Musik verzeichnen; auffällig hierbei ist die Präferenz für chorische Musik, während solistische Werke kaum zu finden sind. Vor allem Motetten, Introiten und Kantaten zu geistlichen respektive biblischen Texten prägen das Bild, wohingegen Großformen wie Oratorien, Messen oder Passionen fast völlig fehlen.
Sämtliche Orgelwerke sind von dem Kantor Michael Vetter auf insgesamt drei CDs eingespielt worden. Demgegenüber existiert lediglich eine CD mit ausgesuchten Vokalwerken, die von dem Leipziger Vocalensemble unter der Leitung des Thomaskantors Georg Christoph Biller in Zusammenarbeit mit dem Mitteldeutschen Kammerorchester eingespielt wurde. Biller, der Weyrauch noch persönlich erleben durfte, erhielt von diesem kurz vor seinem Tod den Auftrag, seine Werke zu pflegen und aufzuführen. Viele Werke sind in unterschiedlichen Verlagen – unter anderem im Musikverlag Joachim Kaschta, dem Carus-Verlag und dem Verlag Breitkopf & Härtel – verlegt worden.

## Systematisches Werkverzeichnis

### Instrumentalmusik

#### Musik für Kammerorchester
- Wie es euch gefällt WeyWV 17 Eine kleine Programm-Musik in sechs Blitzlichtern 2V, Vc, Klav, Schreib- und Nähmaschine, Staubsauger
- Hymnus für 13 Bratschen WeyWV 19a Solo-Va, drei 4stg Va-Chöre
- Musik zum Märchen »Der Kaiser und die Nachtigall« WeyWV 28b Fl, 2V, Va, Vc, Kb, Klav, Solo-St, Chor SATB
- Divertimento für Streichorchester WeyWV 71 (= Streichquartett II mit beigefügtem Kb) 2V, Va, Vc, Kb
- Doppelkonzert für Flöte, Oboe und Streichorchester WeyWV 85 Fl, Ob, 2V, Va, Vc, Kb
- Sonatina für Streichorchester WeyWV 88 2V, Va, Vc, Kb

#### Kammermusik
Blasinstrumente
- Praeambulum und Fughetta WeyWV 23 4BlFl
- Kanzona B-Dur WeyWV 36 Fl, V, Klav
- Vier Posaunenchöre WeyWV 68a 3–4 Pos

Intrada und Choral über »Jesu, meine Freude« 4 Pos
Intrada und Choral über »Auf meinen lieben Gott« 3 Pos
Intrada und Choral über »Aus tiefer Not schrei ich zu dir« 4 Pos
Intrada und Choral über »Befiehl du deine Wege« 4 Pos
- Sieben Etüden für Flöte WeyWV 70d Fl
- Cantus I und II WeyWV 75 Vc (o Fl o Va), Tastinstr
- Eine kleine Serenade WeyWV 86a Fl, Va
- Triptychon WeyWV 92b Fl, V, Vc
- Eine kleine Spielmusik (Flötenquartett) WeyWV 95 Fl, V, Va, Vc
- Musik zur Menschenweihehandlung WeyWV 98 Fl
- Cantilene WeyWV 99 Fl, Klav

Streichinstrumente
Duos
- Sonate in H WeyWV 16 V, Klav
- Passionsonate über: »Herzliebster Jesu, was hast du verbrochen« WeyWV 21 Va (o Vc), Tastinstr
- Heitere Sonatina in B WeyWV 24b V, Klav (o Cemb)
- Partita über: »All mein Gedanken, die ich hab« WeyWV 43 V, Klav
- Drei Trauungsmusiken WeyWV 65 Streichinstr, Org

»Allein Gott in der Höh« V, Org (o Harm o Klav)
»Herr Jesu Christ, dich zu uns wend« V, Org
»Vater unser im Himmelreich« Vc, Org
- Cantus I und II WeyWV 75 Vc (o Fl o Va), Tastinstr
- Eine kleine Serenade WeyWV 86a Fl, Va

Trios
- Eine kleine Porzellansuite (Eine lustige Serenade) WeyWV 7 2V, Va
- Triosonate WeyWV 24a V, Va, Vc
- Kanzona B-Dur WeyWV 36 Fl, V, Klav
- 2 kleine Musiken zu Goethes Märchen von der grünen Schlange und der schönen Lilie WeyWV 46a 3V
- Triptychon WeyWV 92b Fl, V, Vc

Quartette
- Streichquartett No.1 in einem Satz d-Moll WeyWV 6a 2V, Va, Vc
- Streichquartett in einem Satz h-Moll [No.2] WeyWV 11a 2V, Va, Vc
- Der Brautgruß zum 8. Oktober 1924 WeyWV 11b 2V, Va, Vc
- Streichquartett (No.3) Fragment WeyWV 12c 2V, Va, Vc
- Streichquartett I in H WeyWV 67 2V, Va, Vc
- Streichquartett II »Kaffeequartett« WeyWV 71 2V, Va, Vc
- Streichquartett III WeyWV 73 2V, Va, Vc
- Streichquartett IV WeyWV 83 2V, Va, Vc
- Eine kleine Spielmusik (Flötenquartett) WeyWV 95 Fl, V, Va, Vc

Klaviermusik
Klavier Solo
- Introduktion, Passacaglia und Fuge für 2 Klaviere WeyWV 1 2Klav
- 6 Klavierstücke (Zyklisch) WeyWV 4 Klav
- Klaviersonate in H WeyWV 5 Klav
- 4 Klavierstücke (Zyklisch) WeyWV 8 Klav
- Partita in G-Dur WeyWV 13 Klav
- Partita in D für Cembalo oder Klavier WeyWV 31a Cemb (o Klav)
- Kleine Klaviermusik WeyWV 42 Klav
- Sonate in F für Klavier WeyWV 69 Klav
- Fünf kleine Klavierstücke WeyWV 92a Klav
- Musik für Tasteninstrument WeyWV 97 Tastinstr (o Str)

Klavier mit anderen Instrumenten
- Sonate in H WeyWV 16 V, Klav
- Passionsonate über: »Herzliebster Jesu, was hast du verbrochen« WeyWV 21 Va (o Vc), Tastinstr
- Heitere Sonatina in B WeyWV 24b V, Klav (o Cemb)
- Kanzona B-Dur WeyWV 36 Fl, V, Klav
- Partita über: »All mein Gedanken, die ich hab« WeyWV 43 V, Klav
- Cantus I und II WeyWV 75 Vc (o Fl o Va), Tastinstr
- Cantilene WeyWV 99 Fl, Klav

Orgelmusik
- Präludium, Aria e Fuga für Orgel WeyWV 27a Org
- Sieben Partiten zum Kirchenjahr WeyWV 27b Org

Advent: O Heiland, reiß die Himmel auf
Weihnachten: Singet frisch und wohlgemut
Passion: Jesu, deine Passion will ich jetzt bedenken
Ostern: Heut triumphieret Gottes Sohn
Pfingsten: Nun bitten wir den heilgen Geist
Michaelis: Unüberwindlich starker Held
Endzeit: Ich weiß ein lieblich Engelspiel
- Sechs Choralvorspiele WeyWV 32b Org

Die helle Sonn leucht jetzt herfür
Es sind doch selig, alle die
Herzlich lieb hab’ ich dich, o Herr
Kommt her zu mir, spricht Gottes Sohn
O Mensch, bewein dein Sünde groß
Valet will ich dir geben
- Fuga c-Moll WeyWV 33b Org
- Missa per Organum (Orgelmesse) WeyWV 40 Org
- Sonatine über den Choral »Nun komm, der Heiden Heiland« WeyWV 47 Org
- Zwei Orgelchoräle WeyWV 52a Org

Morgenglanz der Ewigkeit
Wir danken, Herr, für Brot und Kleid
- Neun Choralvorspiele WeyWV 53 Org

Aus tiefster Not ruf ich zu dir
Du großer Schmerzensmann
Durch Adams Fall
Es wolle Gott uns gnädig sein
Jesu, meine Freude
Mitten wir im Leben sind
Nun freut euch
Nun lob mein Seel
Wie schön leucht uns
- Orgelsonate in e WeyWV 59 Org
- Taufmusik WeyWV 68b Org (Positiv)
- Missa parvula Kleine Messe WeyWV 74 (Org) Positiv
- Verleih uns Frieden gnädiglich WeyWV 78 Positiv (Org)
- Kleine Partita in D (Vier Bagatellen) WeyWV 80 Positiv
- Gang durch das christliche Jahr 12 Meditationen zum Eingang und Beschluss von Gottesdiensten der christlichen Kirche WeyWV 90 Positiv (Org); enthält:

Musik zur Pfingst- und Michaeliszeit WeyWV 76
Musik zur Trinitatiszeit WeyWV 77
Musik zur Osterzeit WeyWV 87

### Vokalmusik

#### Geistliche Musik
Messen
- Messe in C WeyWV 37 4–5stg gem. Chor
- Missa pauperum WeyWV 49 Chor SAM, (Str ad lib,) Org, (Gemeinde)

Passion
- Kleine Passion nach dem Evangelium des Johannes WeyWV 64 Chor SAM, Chorsoli, (Str ad lib,) Org

Motetten
- »Die Liebe höret nimmer auf« Motette nach Worten der heiligen Schrift WeyWV 10a Chor SATB
- »Befiehl du deine Wege« WeyWV 34 Chor SATB, Bar-Solo (o MezzoS)
- »Herr Christ, der einig Gotts Sohn« Christi Gespräch mit Nikodemus (Evangelienmotette) WeyWV 44 1–5stg gem. Chor
- Kleine Motette [Evangelienspruch] »Will mir jemand nachfolgen« WeyWV 48b,2 2stg Chor, Org
- Das große Abendmahl »Selig ist, der das Brot ißt« (Evangelienmotette) WeyWV 60 5stg gem. Chor
- Der Gang nach Emmaus »Der zuvor in sterbliche Gestalt sich kleidete« (Evangelienmotette) WeyWV 72 1–6stg Chor, 2 Einzelst, Org
- Die Verklärung Christi »Unser Herr Jesus Christus« (Evangelienmotette) WeyWV 84 1–6stg Chor

Introiten
- »Lobet den Herrn alle Heiden« Introitus für den 3. Sonntag p. Epiphanias WeyWV 63b Chor SATB
- »Frohlocket mit Händen alle Völker« Introitus für den 3. Sonntag p. Epiphanias WeyWV 70c,1 Chor SAM
- »Das Volk, so im Finstern wandelt« Introitus für die Adventszeit WeyWV 70c,2 Chor SATB
- »Herr, neige deine Ohren« Introitus für den 15.–18. Sonntag nach Trinitatis und für den Tag der Konfirmation WeyWV 70c,3 Chor SATB
- »Gott, dem ewigen Könige« Introitus für das Trinitatisfest – WeyWV 70c,4 Chor SATB
- »Siehe, der Herr wird kommen mit Feuer« Introitus für den 24. bis letzten Sonntag p. Trinitatis WeyWV 70c,5 Chor SATB
- »Der Herr ward gehorsam bis zum Tod« Introitus für die Sonntage Judica bis Karfreitag WeyWV 70c,6 Chor SAM

Kantaten
- Eine Osterkantate: »An dem ersten Tage der Woche« WeyWV 14a Chor SATB, 2 Clar, Str, Org, (Trp, Pos ad lib)
- Auferstehungsmusik WeyWV 33a Soli, Chor SATB, 2 Fl, Str, Org
- Auf das Christfest: »Armselig ist’s zu Bethlehem« WeyWV 54a A-Solo (o 1stg Frauenchor, Chor SAM, Org)
- »Lasset uns mit Jesu ziehen« WeyWV 58,1 1stg Chor, Einzelst, Org (o Fl, Str)
- »Christe, du Beistand deiner Kreuzgemeinde« WeyWV 58,2 1stg Chor, Einzelst, Org (o Str)
- Eine Kantate vom Reich Gottes »Christus sprach: Mein Reich ist nicht von dieser Welt« WeyWV 91 1–5stg gem. Chor, Str, Org
- Eine Kantate von der Liebe »Wenn ich mit Menschen- und mit Engelszungen redete« WeyWV 93a 1–5stg gem. Chor, Str, Org

Kleinere geistliche Kompositionen
Gemischter Chor a cappella
- Zeit ist wie Ewigkeit WeyWV 20a Chor SATB
- Christ fuhr gen Himmel, was sandt er uns hernieder? WeyWV 25a Chor SAM
- Altes fränkisches Weihnachtslied: »Lieb Nachtigal, wach auf« WeyWV 25b Chor SATB (Str)
- Wenn mein Stündlein vorhanden ist WeyWV 26c,3 Chor SAM (Org)
- Es ist ein Schnitter WeyWV 26c,4 Chor SATB
- St.-Johannis-Lied: »Wir wollen sing'n ein Lobgesang« WeyWV 28a Chor SAM
- Unüberwindlich starker Held WeyWV 28c,1 Chor SATB
- Drei Weihnachtslieder WeyWV 30 Chor SAM
- Aller Augen warten auf dich Kleine Motette auf das Erntedankfest WeyWV 32c,1 2stg Chor
- O König, Jesu Christe Kleine Liedkantate WeyWV 31b,3
- Laßt uns preisen WeyWV 31b,4 1stg Chor (o gem. Chor a cappella)
- Lobt Gott, ihr frommen Christen WeyWV 46c,2 Chor SATB
- Selig sind die Toten WeyWV 48b,3 2stg Chor (o 2 Einzelst)
- Nun lob, mein Seel, den Herren WeyWV 50b 5stg Chor
- Gelobet seist du, Jesu Christ WeyWV 55,1 2stg Chor
- Herr Christ, der einig Gott's Sohn WeyWV 55,2 Chor SAM
- Lobt Gott, den Herrn, ihr Heiden all WeyWV 55,3 2stg Chor
- Vom Himmel kam der Engel Schar WeyWV 55,5 2stg Chor
- Christlied WeyWV 56a,1 Chor SATB
- Der Heiland ist geboren WeyWV 56a,2 Chor SAM
- Lieb Nachtigall, wach auf! WeyWV 56a,3 Chor SAM
- Zwei Chöre WeyWV 62

Das Wort geht vom Vater aus Chor SAM
Christ lag in Todesbanden 2stg gem. Chor
- Majästetisch Wesen möcht ich recht dich preisen WeyWV 63a 5stg gem. Chor
- Die Herrlichkeit der Erden WeyWV 79 Chor SATB (Org) o Einzelst und Org
- Allein den Betern kann es noch gelingen WeyWV 89a Chor SATB (Org o Pos)

Gemischter Chor mit Instrumenten
- Zeit ist wie Ewigkeit WeyWV 20a,2 Chor SATB, Ansinger, Org
- Ade ihr Lieben WeyWV 26c,2 2stg Chor, Org
- Wenn mein Stündlein vorhanden ist WeyWV 26c,3 Chor SAM (Org)
- »Wach auf, wach auf« Kleine Choralkantate (Reformationsfest) WeyWV 28c,2 2stg Chor, Org (Gemeindegesang)
- Drei »Neue Lieder« WeyWV 28d Chor SATB, Org

Deutschland stirbt nicht. „Nichts kann uns rauben Liebe und Glauben“
Neujahrslied: Der du die Zeit in Händen hast
Wer kann der Treu vergessen
- Ach lieder Herre Jesu Christ WeyWV 48b,1 2stg Chor (o 2 Einzelst), Org
- Kleine Motette (Evangelienspruch): Will mir jemand nachfolgen WeyWV 48b,2 2stg Chor, Org

Einstimmige Chöre a cappella
- Die Herrlichkeit der Erden WeyWV 26c,1 1stg Chor
- Und alles, was ihr tut WeyWV 31b,2 1-3stg Chor

Einstimmige Chöre mit Instrumenten
- Nun danket all' und bringet Ehr WeyWV 18b 1stg Chor, Org
- Kyrie, Gott Vater in Ewigkeit WeyWV 29 mittl St, Tastinst (o Str) / 1stg Chor, Org (o Str)
- Laßt uns preisen WeyWV 31b,4 1stg Chor, Org (o gem Chor)
- Laß Herr, die geschieden WeyWV 32c,2 1stg Chor, Org / 2stg Kinder- (o Frauen-)chor
- Hochzeitsmusik WeyWV 45 1stg Frauen- (o Kinder-)chor, Fl, V, Org / 1stg Chor, Org
- O heiliger Geist WeyWV 50a 1stg Chor (o Solost), Org
- Jesus Christus, unser Heiland WeyWV 54b, 1stg Chor, Org
- Lasset uns mit Jesu ziehen WeyWV 58,1 1stg Chor, Einzelst, Org (o Fl, Str)
- Christe, du Beistand deiner Kreuzgemeinde WeyWV 58,2 1stg Chor, Einzelst, Org (o Str)

Gleichstimmiger Chor
- Maria durch ein Dornwald ging WeyWV 14b 3stg Frauen- (o Kinder-)chor (3V)
- Zeit ist wie Ewigkeit WeyWV 20a,3 2stg Kinder- (o Frauen-)chor, 2V, Ansinger, Org
- Zeit ist wie Ewigkeit WeyWV 20a,3 2stg Kinder- (o Frauen-)chor, 2Blfl, Ansinger, Org
- Das walte Gott WeyWV 31b,1 2stg Kinderchor (o 2 Einzelst), Org
- Laß Herr, die geschieden WeyWV 32c,2 1stg Chor und Org o 2stg Kinder- (o Frauen-)chor
- Sieben Choralsätze WeyWV 46b 2-3 gleiche St
- Fröhlich wir nun fangen alle an 46c,1 2-3 gleiche St
- Nun freut euch, liebe Christen gmein WeyWV 55,4 2stg Frauenchor
- Vier Chöre WeyWV 61 1stg Kinder- (o Frauen-)chor, Org

Wohl denen, die da wandeln
Ich singe dir mit Herz und Mund
Lobt Gott, den Herrn der Herrlichkeit
Ich weiß ein lieblich Engelspiel
Einzelgesänge
- Weihnachts-Wiegenlied: »Schlafe kleines Jesulein« WeyWV 14c Einzelst, V
- »Im Himmelreich ein Haus steht« WeyWV 19b mittl St, Tast-Instr (o Str)
- Euch ist heute der Heiland geboren Kantate nach Worten der »Weihnachtskantilene« des Matthias Claudius WeyWV 26b 2 mittl St, Org
- »Kyrie, Gott Vater in Ewigkeit« WeyWV 29 mittl St, Tast-Instr (o Str) / 1stg Chor, Org (o Str)
- Der 150. Psalm: »Halleluja. Lobet den Herrn« WeyWV 38 Singst, Org
- Magnificat WeyWV 41 Singst, Chor SATB, Org
- »Ach lieber Herre Jesu Christ« WeyWV 48b,1 2stg Chor (o 2 Einzelst), Org
- »Selig sind die Toten« WeyWV 48b,3 2stg Chor (o 2 Einzelst)
- Zwei geistliche Lieder WeyWV 57 Einzelst, Fl, V, Va

»Da Jesus in den Garten ging«
»In stiller Nacht«
- »Selig sind die Toten« WeyWV 79 Chor SATB (Org) / Einzelst, Org

#### Weltliche Musik
Chor
- Gleichnis: »Und unser Weg ist wie des Baumes Schreiten« WeyWV 9 4–8stg gem. Chor
- Eine Freizeit-Kantate: »Laßt uns loben diesen Tag« WeyWV 22 Chor SAM, Str, Org
- Ode an die Musik: »Von allen ginstlichen Genissen« Sächsische Kantate nach J. H. Schein WeyWV 51 Männerchor
- Zwei Chorlieder WeyWV 94 Chor SAM

»All mein Gedanken, die ich hab«
»Weiß mir ein Blümlein blaue«
- Endzeit Spruchgesang nach Worten von Romano Guardini WeyWV 96 1–3stg Chor (o Einzelst, 3 stg Chor), Org (o Klav)

Einzelgesänge
- 5 Lieder für Alt (Bariton) WeyWV 2 A (o Bar), Klav
- 7 Lieder für Tenor (Sopran) und Klavier WeyWV 3 T (o S), Klav
- Ich hört' ein Glöcklein schlagen WeyWV 6b SAM (Chor), Klav
- Sonnenspiel: »Wiegenlieder spielt die Sonne« WeyWV 10b SAT, Klav
- Schließe mir die Augen beide WeyWV 10c mittl St, Klav
- Vier Lieder WeyWV 12a Singst, Klav
- Drei Lieder WeyWV 12b Singst, Klav
- Drei Lieder WeyWV 15 Singst, Klav
- Ein Maienlob: »Der edle Mai ist gekommen« WeyWV 18a mittl St, Klav
- Täglich zu singen: »Ich danke Gott und freue mich« WeyWV 20b Singst, Tastinstr
- Vier Lieder nach Worten von Matthias Claudius WeyWV 26a mittl St, Klav
- Drei Lieder WeyWV 32a mittl St, Klav
- Morgenstern-Zyklus: »Erdengang« Sechs Gesänge nach Chr. Morgenstern WeyWV 35 mittl St, Klav
- Zwei Weihnachtslieder WeyWV 39 Einzelst, Klav
- Gnade des Aufbruchs: »Viele machen sich auf« WeyWV 48a mittl St, Klav
- Vier Weihnachtslieder WeyWV 56b Singst, Klav
- Abendwolke: »So stille ruht im Hafen« WeyWV 70a mittl St, Klav
- Drei Lieder WeyWV 81 mittl St, Klav
- Morgensternlieder WeyWV 82 Singst, Klav
- Ein altes Liebeslied Minnekantate: »Du bist min« WeyWV 89b mittl St, Fl, Klav
- Leib, Seele und Geist: »Leise streichelt der Wind den Leib« WeyWV 93b mittl St, Klav

Kanons
- Drei Kanons WeyWV 66 4Einzelst
- Wir haben nicht empfangen WeyWV 70b 4 Einzelst
- Wir singen immer mit Elan WeyWV 86b 3 Einzelst
- Habens Leben wir getrieben WeyWV 100 4 Einzelst